# 瓦尔豪森 (巴特克罗伊茨纳赫县)
瓦尔豪森是德国莱茵兰-普法尔茨州的一个市镇。总面积10.30平方公里，总人口1593人，其中男性772人，女性821人（2011年12月31日），人口密度155人/平方公里。